# Spinning Around
«Spinning Around» —en español: Dando vueltas— es una canción dance-pop de la cantante australiana Kylie Minogue, producido por Mike Spencer y escrita por Ira Shickman, Osborne Bingham, Kara DioGuardi y Paula Abdul. Fue concebido originalmente para el álbum de regreso de Paula Abdul. Sin embargo, como nunca el álbum entró en la fruición, se le dio a Minogue para su séptimo álbum de estudio Light Years en 2000. Para Minogue, la canción fue un éxito en todo el mundo, posiciones altas en muchos países, y, marcando su regreso a la vanguardia de la música pop.
Posiblemente el más esperado lanzamiento de su carrera, «Spinning Around», logró disco de oro en Australia antes de que el álbum de ser publicado. El primer sencillo de su álbum Light Years, causó sensación al impulsar Minogue de nuevo a la parte superior de la gráficos, debutando en el N.º 1 en el Reino Unido y Australia. En el Reino Unido,   "Spinning Around, ha vendido 245.000 copias, siendo certificado con un Silver.
La canción se convirtió en el primer número de Minogue en Australia desde Confide In Me (1994) y su primera en el Reino Unido desde Tears on My Pillow (diez años antes). «Spinning Around», también dio a Minogue el honor de ser uno de los tres artistas (los otros son Madonna y U2) por tener un #1 en los años 1980, 1990 y 2000. «Spinning Around» hizo ganar a Minogue como Mejor Canción Pop Publicada (Best Pop Release) en los prestigiosas premiaciones de ARIA, y presentó dos temas inéditos Paper Dolls y Cover Me With Kisses.
Debido al título de la canción que se ha utilizado con regularidad en referencia a la política, por ejemplo, la cobertura de la BBC Radio 5 Live de la elección presidencial de EE. UU. de 2000 y el informe de prensa Andrew Marr en discurso de dimisión de Tony Blair.

## Composición
«Spinning Around» es una canción dance-pop moderadamente rítmica con influencias discos. Según MusicNotes.com por Bug Music, la canción está escrita en la tonalidad de Fa♯m. El ritmo es mostrado en un compás de 4/4 y se mueve en un tiempo de 120 pulsaciones por minuto. La canción tiene la secuencia de F♯7sus–Dmaj7–E/B como su progresión de coro, y la voz de Minogue en la canción se desliza desde la nota de F♯3 a C♯5. Bryony Sutherland y Lucy Ellis, los autores del libro Kylie. Showgirl, notó que la canción es una desruborizada pieza de «disco-pop» chispeante. Larry Flick de Billboard notó que la canción termina en una breve «seducción de rock moderno» y revisita el sonido dance-pop de su apogeo ochentero.
Según Chris True de allmusic, «Spinning Around» es una declaración divertida y cargada de cuerdas que ella podría haber cometido un error en 1997. Pam Avoledo de Blogcritics notó que la canción empieza con exuberantes teclados. En los coros, Minogue canta que ella está buscando atención, mientras en el puente, ella repite que la gente no la ayuda, pero ahora le gusta. La frase «te gusta como está» es también funkificado por un vocoder. Después del coro, Minogue improvisa la parte del coro: «Oh, no es lo mismo... Te gusta como está.... Oh-oh».

## Video musical
El video muestra a Minogue bailando en una discoteca revelando unos sensuales pantaloncillos dorados, mientras se pasea y saca a la pista de baile a un chico. En seguida, ocurre un intenso baile al puro estilo disco, con movimientos circulares haciendo referencia al nombre de la canción "Spinning Around". En la mitad del vídeo, Minogue aparece echada sobre un luces iridiscentes con un bikini escarchado y dorado. Es uno de los vídeos emblemáticos de Minogue.

## Posicionamiento
«Spinning Around» fue un completo éxito en los listados de Oceanía y Europa. Debutó en el primer lugar del UK Singles Chart el 25 de junio consiguiendo su quinto número 1 siendo, junto a Madonna y U2, los únicos artistas en lograr temas al borde del chart en tres décadas. La canción consiguió certificación de platino en aquella nación. Pero el track también lideró los ránquines de Hungría, Grecia, Croacia y Eslovenia. Apareció en el segundo lugar de Eslovaquia, y el tercer puesto de Estonia, Dinamarca y Portugal. Llegó al cuarto casillero de Irlanda, Yugoslavia y República Checa; y al quinto y sexto en Polonia y Luxemburgo respectivamente. En el Eurochart Hot 100 pegó en el #3, aunque llegó al #1 del Euro Airplay y Euro Dance. 
En Australia llegó al primer lugar el 2 de julio de 2000 consiguiendo certificación de platino al superar las 70 mil copias vendidas. En Nueva Zelanda ocupó el segundo puesto y como sobrepasó las 7,500 copias obtuvo disco de oro. 
En Asia llegó al número 1 de Israel y Líbano -dos países del Oriente Medio- y al #2 de Hong Kong y al Asia/Pacific Chart. En África apareció en la casilla 4 del conteo de Sudáfrica. Mientras que en Latinoamérica consiguió muy buenos resultados.

## Formatos y listas de canciones
Reino Unido CD 1 (CDRS6542)
1. «Spinning Around» — 3:28
2. «Spinning Around» (Sharp Vocal Mix) — 7:04
3. «Spinning Around» (7th Spinnin' Dizzy Dub) — 5:23
4. «Spinning Around» (Video)

Reino Unido CD 2 (CDR6542)
1. «Spinning Around» — 3:28
2. «Cover Me with Kisses» — 3:08
3. «Paper Dolls» — 3:34

Europa CD 1 (8881005)
1. «Spinning Around» — 3:28
2. «Cover Me with Kisses» — 3:08
3. «Paper Dolls» — 3:34
4. «Spinning Around» (Sharp Vocal Mix) — 7:04
5. «Spinning Around» (Video)

Reino Unido Disco de Vinilo 12" (12R6542)
- Lado A:

1. «Spinning Around» (Sharp Vocal Mix) — 7:04
2. «Spinning Around» (7th District Club Mix) — 6:33

- Lado B:

1. «Spinning Around» (7th District Dub Like This Mix) — 5:23
2. «Spinning Around» (7th District Club-Mental Mix) — 6:33

- Publicada el 26 de junio de 2000. La etiqueta muestra incorrectamente la lista de canciones como «Sharp Vocal Mix», «Sharp Double Dub», «7th Spinnin' Dizzy Dub», «7th District Club Mix».

Otras versiones oficiales
1. «Spinning Around» (X2008 Tour Studio Version)
2. «Spinning Around» (For You, For Me Tour)

## Performances en vivo
Minogue interpretó la canción en los siguientes conciertos:
- On A Night Like This Tour
- KylieFeverTour 2002
- Showgirl: The Greatest Hits Tour (como parte de la Smiley Kylie Medley)
- Showgirl: Homecoming Tour (como parte de Everything Tabboo Medley)
- KylieX2008
- For You, For Me Tour 2009 (como parte de Everything Tabboo Medley)
- Aphrodite World Tour

También fue interpretado en:
- An Audience With... Kylie (2001; especial de TV)
- Money Can't Buy (2003; concierto para TV)

## Posicionamiento
| \| Listas (2000)[9] \| Posición máxima \| \| ------------------------------- \| --------------- \| \| ARIA Charts \| 1 \| \| Belgium Singles Chart \| 25 \| \| Denmark Airplay Chart \| 1 \| \| European Hot 100 Singles Chart \| 1 \| \| Finland Singles Chart \| 9 \| \| France Singles Chart \| 19 \| \| German Singles Chart \| 37 \| \| Greece Singles Chart \| 1 \| \| Irish Singles Chart \| 1 \| \| Italy Singles Chart \| 8 \| \| Netherlands Singles Chart \| 18 \| \| New Zealand RIANZ Singles Chart \| 2 \| \| South Africa Singles Chart \| 2 \| \| Spain Singles Chart \| 8 \| \| Sweden Singles Chart \| 29 \| \| Switzerland Singles Chart \| 14 \| \| UK Singles Chart \| 1 \| \| Channel V Asia Countdown \| 1 \| |                 |
| Listas (2000) | Posición máxima |
| ARIA Charts | 1               |
| Belgium Singles Chart | 25              |
| Denmark Airplay Chart | 1               |
| European Hot 100 Singles Chart | 1               |
| Finland Singles Chart | 9               |
| France Singles Chart | 19              |
| German Singles Chart | 37              |
| Greece Singles Chart | 1               |
| Irish Singles Chart | 1               |
| Italy Singles Chart | 8               |
| Netherlands Singles Chart | 18              |
| New Zealand RIANZ Singles Chart | 2               |
| South Africa Singles Chart | 2               |
| Spain Singles Chart | 8               |
| Sweden Singles Chart | 29              |
| Switzerland Singles Chart | 14              |
| UK Singles Chart | 1               |
| Channel V Asia Countdown | 1               |

### Gráfico de procesión y sucesión
| Predecesor: «Who the Hell Are You» de Madison Avenue      | Nro 1 en Gráfico de Sencillos de Australia 2 de julio de 2000 — 9 de julio de 2000    | Sucesor: «Freestyler» de Bomfunk MC's    |
| Predecesor: «You See the Trouble with Me» de Black Legend | Nro 1 en Gráfico de Sencillos de Reino Unido 25 de junio de 2000 — 2 de julio de 2000 | Sucesor: «The Real Slim Shady» de Eminem |

## Elogios
| Publicación  | País        | Elogio                                                              | Año  | Clasificación |
| ------------ | ----------- | ------------------------------------------------------------------- | ---- | ------------- |
| Q            | Reino Unido | «Las 1001 Mejores Canciones por Siempre» (The 1001 Best Songs Ever) | 2003 | 90            |
| Melody Maker | Reino Unido | «Sencillo del Año» (Singles of the Year)                            | 2000 | 37            |
| NME          | Reino Unido | «Sencillo del Año»                                                  | 2000 | 28            |
| Magic        | Francia     | «Sencillo del Año»                                                  | 2000 | 16            |
| Rock de Lux  | España      | «Sencillo del Año»                                                  | 2000 | 9             |